# La Gaillarde
La Gaillarde é uma comuna francesa na região administrativa da Normandia, no departamento de Sena Marítimo. Estende-se por uma área de 7,78 km². Em 2010 a comuna tinha 390 habitantes (densidade: 50,1 hab./km²).